# Yes, we fuck!
Yes, we fuck! (en català, Sí, follem!) és una pel·lícula documental espanyola dirigida per Antonio Centeno i Raúl de la Morena en 2015. El títol parodia el famós eslògan de la campanya presidencial de Barack Obama de 2008, yes, we can.

## Argument
El documental explora la sexualitat de les persones amb diversitat funcional. A través de sis històries es tracten diferents temàtiques que inclouen la vivència de la pròpia sexualitat, la vida en parella, la prostitució o l'assistència sexual entre d'altres.
L'ús d'imatges sexuals explícites pretén trencar amb la visió hegemònica que manté a les persones dependents en un estat d'infantilització permanent, mostrant així que no només posseeixen cossos desitjants i poden ser cossos desitjables, sinó que aquests cossos poden crear nous imaginaris polítics que redefineixin des del concepte de masculinitat fins al de democràcia.

## Premis i festivals
| Any  | Lloc                                                        | País         | Categoria              | Resultat   | Refs.         |
| ---- | ----------------------------------------------------------- | ------------ | ---------------------- | ---------- | ------------- |
| 2015 | Barcelona Creative Commons Film Festival                    | Espanya      | -                      | Inclosa    | [ 7 ]         |
| 2015 | Festival de Cinema Independent de Barcelona - l'Alternativa | Espanya      | -                      | Inclosa    | [ 8 ]         |
| 2015 | Pornfilmfestival Berlin                                     | Alemanya     | Millor documental      | Guanyadora | [ 9 ]         |
| 2015 | FlixxFest International Film Festival                       | Estats Units | Millor documental LGBT | Guanyadora | [ 10 ]        |
| 2016 | Mostra la Ploma                                             | Espanya      | -                      | Inclosa    |               |
| 2016 | Festival Zinegoak                                           | Espanya      | -                      | Inclosa    |               |
| 2016 | Fish and Chips Film Festival                                | Itàlia       | Millor documental      | Guanyadora | [ 11 ]        |
| 2016 | BFI Flare: London LGBTQ+ Film Festival                      | Regne Unit   | -                      | Inclosa    | [ 12 ] [ 13 ] |
| 2016 | La Fête du Eslip - Festival des Sexualities                 | Suïssa       | -                      | Inclosa    | [ 14 ]        |
| 2016 | Festival PopPorn                                            | Brasil       | -                      | Inclosa    | [ 15 ]        |